# حديد المصريين
حديد المصريين هي شركة مساهمة قابضة مصرية، أنشأت سنة 2010 للعمل في مجال صناعة ودرفلة الحديد بهدف إضافة بصمة جديدة لهذه الصناعة باستخدام تقنيات مختلفة وتطبيق أحدث أنواع التكنولوجيا للإستثمارات القائمة والجديدة، وتتكون المجموعة القابضة من ثلاث شركات هي شركة بورسعيد الوطنية للصلب، شركة أي أي سي لإدارة مصانع الصلب، شركة حديد المصريين لتجارة مواد البناء، يمتلك جهاز مشروعات الخدمة الوطنية للقوات المسلحة نسبة 82% من رأس المال، فيما تمتلك حديد عز نسبة 18% المتبقية.

## الشركات التابعة
شركة بورسعيد الوطنية للصلب
تم إنشاء أول مصنع للشركة عام 2000 بتصميم لطاقة إنتاجية 350 ألف طن/ سنوياً من حديد التسليح والمقام في مدينة بورسعيد. وحصلت الشركة على ترخيص بإنشاء المصنع الثانى لها بمنطقة العين السخنة (تحت الإنشاء) باستخدام أعلى مستويات التكنولوجيا المقدمة من شركة دانيللي العالمية والمعروفة بالدرفلة اللانهائية لدرفلة البيليت مباشرة إلى حديد تسليح. تتميز تلك التكنولوجيا بتوفير الوقت والطاقة في إعادة شحن البيليت مما جعل الشركة من الأوائل على مستوى العالم في تطبيق تلك التكنولوجيا.
كما يتم استخدام المستوى الثالث من التحكم الآلي والتي تعتبر من أعلى التقنيات المتاحة حاليا في جميع أنحاء العالم.
شركة أي أي سي لإدارة مصانع الصلب
تأسست شركة أي أي سي لإدارة مصانع الصلب عام 2010، وتم إنشاء أول مصنع للشركة في الإسكندرية عام 2011 بطاقة إنتاجية 300 ألف طن/ سنوياً من لفائف الحديد، ثم تم إعادة تأهيل هذا المصنع وتطويره بأحدث تكنولوجيا دانيللي وبدأ تشغيله في عام 2014. وهذا بالإضافة إالى إمكانية إنتاج حديد التسليح بمصنع الإسكندرية وسوف يكون جاهز للتشغيل في يونيو 2015.
كما حصلت الشركة علي الترخيص اللازم لبناء المصنع الثاني لها لإنتاج حديد التسليح بصعيد مصر وتحديداً في مدينة بني سويف بطاقة إنتاجية 830 ألف طن/سنوياً من البيليت و530 طن/سنوياً من حديد التسليح باستخدام أحدث تكنولوجيا دانيللي. وقع الاختيار علي مدينة بني سويف كموقع مثالي لهذا المشروع لما تتمتع بها المنطقة من الاستعداد الاقتصادي حيث يعتبر صعيد مصر هو بوابة التنمية. وسوف يدعم هذا المصنع خطط التنمية في المنطقة بالإضافة إلي قربه من موانئ التصدير الموجودة بالعين السخنة والسويس. من المقرر ان يتم البدء في تشغيل مصنع بني سويف في الرابع من 2015.
شركة حديد المصريين لتجارة مواد البناء
تعتبر شركة حديد المصريين لتجارة مواد البناء شركة رائدة في تجارة الحديد تعمل في السوق المصري لمدة تزيد عن 15 عاماً. وهي شركة متخصصة استيراد كافة مواد البناء، حديد التسليح، البيلت والمواد الأولية. تفتخر شركة حديد المصريين لتجارة مواد البناء بأن لديها شبكة واسعة من الموزعين والتجار في مصر وعلى مستوى العالم. وتقدم الشركة لعملائها خدمات لوجستية مناسبة التكلفة.
وقد تعاقدت مجموعة حديد المصريين مع شركة «دانيللي الإيطالية» لبناء مصانع حديد المصريين. وبذلك تكون لحديد المصريين السبق في استخدامها تكنولوجيا الجيل الجديد في صناعة الحديد والصلب حيث تعد الأولى من نوعها في أفريقيا والشرق الأوسط. ويتم تطبيق هذه التكنولوجيا في مصنعي بني سويف والعين السخنة حيث تقوم بتوريد وتركيب أحدث خطوط إنتاج لصهر الخردة ودرفلة حديد التسليح القائمة على توفير الطاقة بنسبة كبيرة.

## أهداف المجموعة
- تهدف مجموعة حديد المصريين الحفاظ على مكانتها المتميزة في السوق فيما يخص جودة وتميزالمنتج، خدمة العملاء، تعزيز علامتها التجارية، تطبيق أحدث سياسات الأمن والسلامة وتطوير نموذج العمل على مستوى عالي وتفعيل النظام المؤسسي.
- يتم اختيار أفضل الكوادر البشرية ذوي الخبرة للعمل في مجموعة حديد المصريين، فكل موظف له خبرة متميزة في مجاله ويعملون جميعا بروح الفريق الواحد للوصول إلى التميز.

تهتم المجموعة بتطوير موظفيها حيث تقدم دورات تدريبية في مختلف المجالات والتي تمكن الموظفين للوصول إلى أقصى قدراتهم. كما وضعت مجموعة حديد المصريين برنامجاً لتطوير المهندسين المتخصصين حيث أن موظفى المجموعة من أهم سمات التميز بحديد المصريين.
- مجموعة حديد المصريين لديها دور فعال في المسئولية الاجتماعية في المجتمعات التي تتواجد بها وفي جميع أنحاء مصر.

تؤمن المجموعة بتوفير حياة أفضل لسكان المجتمعات المحيطة مصانعها. كما لديها دور هام في تشجيع الشباب المصري وإبراز امكانياتهم سواء الرياضية، الأكاديمية ومجالات أخرى.
ويأتى على رأس أولويات مجموعة حديد المصريين دعم مصر واقتصادها وإظهار مصر كبلد جاذبة للإستثمار الخارجى.

## عن المسئولية المجتمعية
- تم تكريم منتخب الصم والبكم لحصوله على المركز الثانى في مونديال العالم بتركيا، ونظمت المجموعة حفل التكريم في فندق جراند حياة وحضر الحفل عدد كبير من نجوم الرياضة والإعلام والشخصيات العامة وقام أحمد أبوهشيمة رئيس مجلس إدارة المجموعة بتوزيع الجوائز وشهادات التقدير على الاعبيين.[2]
- في اطار الدور الاجتماعي اخذت مجموعة حديد المصريين علي عاتقها التبرع بـ 20 الف طن حديد بسعر التكلفة دعما منها لمشاريع اسكان الشباب وذلك بالتنسيق مع وزارة الإسكان والجهات المعنية بالدولة وسيستمر ذلك لمدة 5 سنوات أي باجمالي 100 الف طن.[3]
- كرمت مجموعة حديد المصريين أبطال مصر الذين حصدوا الميداليات المتنوعة بدورة الألعاب الباراليمبية 2012.وقد تم تقديم مكأفات مادية ومعنوية لكل من اللاعبين والجهاز الفني كنوع من الدعم والتشجيع علي التحدي وتحقيق مراكز متقدمة في البطولات القادمة.[4]
- تحت رعاية مؤسسة «عمار الأرض» وبعد 7 أسابيع من العمل المكثف المجتمعى تحت إشراف عدة هيئات وبرئاسة مجموعة حديد المصريين، نجحت حملة نهر الخير في تنفيذ المرحلة الأولى من مشروعها الخيرى لتوفير المياة النقية لألف منزل في قرية النزلة، التابعة لمركز يوسف الصديق – محافظة الفيوم.[5]
- كان لمجموعة حديد المصريين الاسبقية في الاعتراف بأهمية أبطال الاولمبياد ذوى الاحتياجات الخاصة[6] والعمل على دعمهم في أنشطتهم وتحقيق المزيد من النجاحات والانجازات، فقد شارك مؤخراً أبو هشيمة في الاحتفال بفوز أبطال الاولمبياد ذوى الاحتياجات الخاصة على آدائهم المشرف خلال دورة الألعاب في رومانيا.[7]
- تحت رعاية مجموعة حديد المصريين إنطلقت فاعليات بطولة الكأس الإقليمى لكرة القدم الموحدة للأولمبياد الخاص الدولي لدول شمال إفريقيا في فبراير 2014 والذي أقيم بإستاذ 30 يونيو بالقرية الرياضية الأولمبية للدفاع الجوي. وشهد حفل الافتتاح حضور العديد من المسئولين والشخصيات العامة ورجال الأعمال وعلى رأسهم وزيرا الشباب والرياضة والتنمية المحلية ورجل الأعمال أحمد أبوهشيمة رئيس مجلس إدارة مجموعة حديد المصريين.[8][9][10]
- تحت شعار «يدا بيد نقلل التلوث» شاركت مجموعة حديد المصريين كراعى رسمي للمعرض الأول «لحلول توفير الطاقة وإعادة التدوير»[11] وذلك بمشاركة العديد من الرعاة. ومن المعروف أن مجموعة حديد المصريين تجتهد في خلق بيئة نظيفة من أجل مجتمع صحي وآمن، وذلك من خلال تطبيق تقنيات تتبنى التكنولوجيا الصديقة للبيئة، حيث تعمل على تركيب وحدات لمعالجة الغبار والدخان، الأمر الذي يساهم في توفير بيئة نظيفة في كل مصانع المجموعة والمجتمعات المحيطة بها والجدير بالذكر أن مجموعة حديد المصريين قامت بتوزيع 100000 لمبة موفرة للطاقة في انحاء مختلفة من البلاد
- شاركت مجموعة حديد المصريين مؤسسة اليوم السابع وموقع كايرو دار في الاحتفال بتكريم اوائل الثانوية العامة.[12]
- قامت مجموعة حديد المصريين برعاية سارة عاصم في بطولة العالم للكاراتية وشاركت سارة في بطولة العالم التي أقيمت في اليابان وحصلت على المركز الثالث، كما قامت المجموعة برعاية أنور سيف بطل كمال الأجسام والذي شارك في بطولة العالم التي اقيمت في تورنتو في كندا وحصل على المركز الثامن.

مبادرة «معاً من أجل إعادة إعمار القرى الأكثر احتياجاً»
- أطلقت مجموعة حديد المصريين مبادرة «معاً من أجل إعادة إعمار القرى الأكثر احتياجاً» والتي تشمل 20 قرية بصعيد مصر بقيمة 40 مليون جينة مصري تحت رعاية صندوق تحيا مصر وتم حتى الآن إعادة إعمارخمسة قرى بتكلفة 15 مليون جنيه مصري
- بدأت فاعليات المبادرة في شهر يونيو 2014 بتوقيع بروتوكول تعاون مع مؤسسة الأورمان وبحضور الدكتورة ليلى إسكندر وزيرة التطوير الحضرى والعشوائيات وبرعاية وزارة التنمية المحلية.[13]
- إن الهدف من المبادرة هو دعم العمل الخيري الأهلى وإغاثة القرى الفقيرة والارتقاء بمستوى معيشة هذه الأسر. وقد قررت مجموعة حديد المصريين زيادة رأس مال المبادرة إلي 60 مليون جنيه مصري
- وتشمل إعادة إعمار المنازل (التعريش – الدهانات الداخلية والخارجية – ابواب وشبابيك – محارة – حمامات – لياسة اسمنتية) والتأسيس الشامل للمنازل بالأثاث والأجهزة الكهربائية. بالإضافة إلى عمل وصلات مياه وكهرباء لعدد من المنازل.

القرى التي إنتهت المجموعة من إعادت إعمارها:
1. قرية مهدي الاخرم[14][15]- فليم وثائقي... قرية «مهدي الأخرم» بين الحلم والواقع برعاية حديد المصريين [16]
2. قريتي الغرقد وأبوصالح[17] - فليم وثائقي... قريتى «الغرقد» و«أبوصالح» بين الحلم والواقع برعاية حديد المصريين [18]
3. قرية أولاد يحى بحرى[19]- فيلم وثائقي.. حديد المصريين تنتهي من إعادة إعمار قرية «أولاد يحيي بحري» [20]
4. قرية الشيخ فضل[21]- فيلم وثائقي.. حديد المصريين تنتهي من إعادة إعمار قرية الشيخ فضل بالمنيا [22]
5. قرية النخيلة[23]- فيلم وثائقي عن إعادة أعمار قرية النخيلة مركز أبوتيج محافظة أسيوط [24]

- تم إفطار 16300 طفل يتيم ومحتاج خلال شهر رمضان في قرى مختلفة في محافظة بني سويف
- تم توزيع 21300 كرتونة مواد غذائية للأسر الأكثر احتياجاً في القري المحيطة لمصانع المجموعة.
- تم توزيع 20 ألف بطانية على القرى الفقيرة.
- تم توزيع 300 من رؤوس الماشية على الأسر الأكثر احتياجاً في صعيد مصر.
- تم دعم 40 حالة زواج فتيات
- تم دعم 25 مشروع متناهي الصغر
- تم توزيع 3 الأف قطعة ملابس
- تم إعادة إعمار شامل ل 300 منزل
- في اطار الدور الاجتماعي للمجموعة وأهتمامها برعاية الانشطة الرياضية في عدة مجالات قررت المجموعة رعاية المبادرة العالمية لركوب الدراجات جي. بي.أي حيث أن حديد المصريين تعي تماما الدور الإيجابي للرياضة على المجتمع، جي بي أي هو فريق من الشباب والشابات يجول انحاء الجمهورية للترويج لنمط حياة صحي. كما يشاركون سنويا في جولة اليورو. ولقد اقامت مجموعة حديد المصريين لموظفى الشركة مارثون للدرجات بمشاركة فريق جي بي أي لتشجيع هذة المبادرة[25]
- إيماناً من مجموعة حديد المصريين بالدور الرئيسي للشباب في مجال العمل والإنتاج قدمت المجموعة مبادرة بعنوان “ حلم جيل جديد”[26]، المبادرة عبارة عن تقديم كل شاب مصرى لديه فكرة مشروع صناعي يحلم بتحقيقه ويرى أن المشروع سوف يعود بالنفع علي مصر ويفيد الصناعة والاقتصاد المصري علي المدي القريب والبعيد، علي أن يكون المشروع المقدم في المسابقة في مجال المشروعات الصناعية وتكنولوجيا المعلومات، والهدف من هذة المبادرة هي ترسيخ ثقافة «صنع في مصر» وبناء مجتمع منتج وتشجيع الابتكار عند الشباب حتى نصل إلى قدم المساواة مع التكنولوجيا الحديثة في العالم.[27]

حملة دعم مصر بأمريكا بعنوان “ مـصـر الـجديـدة “ برعاية حديد المصريين
- قامت مجموعة حديد المصريين بحملة إعلانية ضخمة في شوارع نيويورك بعنوان «مصر الجديدة»[28] وذلك خلال زيارة الرئيس عبد الفتاح السيسي إلى الولايات المتحدة الأمريكية لحضور الدورة 69 للجمعية العامة للأمم المتحدة.
- تضمنت الحملة إعلانات تحمل اسم «مصر الجديدة» وهو شعار الحملة التي بهرت العالم خاصة وأن بعض هذة الإعلانات قامت بعرض أهم معالم مصر السياحية وبعضها رسائل لتشجيع الاستثمار في مصر والأخرى رسائل توضح ان مصر بلد السلام والأمان. ومن أشهر الأمكان التي انتشرت فيها الإعلانات هو حي مانهاتن وخاصة على مبنى ناسدك «Nasdaq Tower» بميدان التايمز «Times Square» التي تم وضع شاشة عرض كبيرة لعرض أهم معالم مصر السياحية عليها ورسائل الحملة. وكان هناك إعلانات تحمل نفس هذة الرسائل على الأتوبيسات بنيويورك.[29]

رعاية ودعم حملة دار الإفتاء “لـ دعم نشر الإسلام الوسطي في افريقيا”
قامت مجموعة حديد المصريين بتحمل تكلفة سفر عدد أربعة من علماء ومشايخ دار الإفتاء المصرية لعدة دول أفريقية من أجل نشر تعاليم الإسلام الوسطي، وقد بدأت حملة نشر تعاليم الإسلام الوسطي فاعليتها في 7 سبتمبر 2014 وذلك بالدول الأفريقية التالية «نيجيريا- كوتت ديفوار- السنغال» وذلك بالتنسيق مع وزارة الخارجية المصرية والسفارات المصرية بهذه الدول.
حديد المصريين تطلق حملة «استثمر في مصر المستقبل» بشوارع «دافوس» السويسرية
نظمت مجموعة حديد المصريين حملة جديدة بعنوان «استثمر في مصر المستقبل» وذلك في مؤتمر دافوس الذي يعد من أهم المؤتمرات عالمياً لدعم «مؤتمر دعم وتنمية الاقتصاد المصري» وتم عقده في شرم الشيخ مارس 2015 ولقد كانت مجموعة حديد المصريين من الرعاة الرئيسين له.
الحملة عبارة عن إعلانات كبيرة على المباني والفنادق الشهيرة في مدينة دافوس تحمل اسم الحملة هذا بالإضافة إلى محطات الاتوبيسات التي تحمل نفس الرسالة في أشهر شارعيين وهما Promenade & Talstrass .
كما قامت الممجموعة ايضاً بطباعة وتوزيع كمية كبيرة من «البروشورات» والهدايا التي تحمل شعار المؤتمر الاقتصادي ورسائل لتشجيع الاستثمار في مصر.
الرعاية البلاتينية لمؤتمر دعم وتنمية الاقتصاد المصرى
في مارس 2015 تم المشاركة برعاية مؤتمر دعم وتنمية الاقتصاد المصرى بشرم الشيخ الذي إنعقد خلال الفترة من 13 إلى 15 مارس 2015 والذي حضره أكثر من 1400 مستثمر ورجل أعمال من جميع دول العالم و25 وفد رسمى وتم عرض أكثر من 32 مشروعاً تم الاعداد لها جيداً من قبل الحكومة المصرية وكبرى شركات الخبرة العالمية وكان جناح مجموعة حديد المصريين من الاجنحة المميزة بالمؤتمر
حملة «استثمر في مصر الجديدة» بشوارع «نيويورك»
في سبتمبر 2015، أطلقت مجموعة حديد المصريين حملة «استثمر في مصر الجديدة» بمدينة نيويورك لمواكبة حضور الرئيس عبد الفتاح السيسى والوفد المرافق له في اجتماعات الجمعية العامة للأمم المتحدة في دورتها السبعين بحضور ممثلى 193 دولة والتي نظمتها مجموعة حديد المصريين، وبدأت الحملة بانتشار قرابة 60 شاباً وفتاة يرتدون الزى الفرعونى ويجوبون الشوارع ومحطات الأتوبيسات ومترو الأنفاق حاملين بوسترات مختلفة تضم صوراً لأهم المعالم السياحية في مصر، وتحمل رسالة موجهة بامتلاك مصر لمقومات سياحية وتاريخية وثقافية وترفيه لا يوجد مثلها بالعالم. وساعدت كثيرا في توضيح الرسالة للعالم عن مصر وأهمية ومستقبل الاستثمار في مصر، وايضاً صدر عدد من صحيفة «وول ستريت جورنال» الأمريكية يضم ملحق عن مصر به صفحة كاملة ضمن هذه الحملة تدعم وتظهر أهمية الاستثمار في مصر، بالإضافة إلى الإعلانات التي تضم فيلما وثائقياً مدته دقيقة تم عرضه على مدار ثلاثة أيام على أهم ثلاثة أبراج بميدان التايمز سكوير وهم برج النازداك، برج أمريكان إيجل، برج إكسبرس ومبنى داو جونس.

## جوائز وتكريمات
- في أكتوبر 2012، حصلت شركة «حديد المصريين» علي جائزة أفضل إعلان صناعي لرمضان 2012,[38] وذلك خلال حفل توزيع مؤسسة دار أخبار اليوم جوائز لأفضل أعمال رمضان 2012، كما استلمت الشركة شهادة تقدير وباقة شكر وعرفان نظراً لما تفدمه من دور فعال في المجال الصناعي والتجاري للنهوض باقتصاد البلاد، وقد حصلت «حديد المصريين» علي هذه الجائزة نظراً لما تقدمه الشركة من تكنولوجيا حديثة لإنتاج حديد تسليح، تراعي فيه عدم تلوث البيئة وتوفير الطاقة المستخدمة في الإنتاج، مستخدمة آخر ما توصلت إليه شركة «دانيللي العالمية» المتخصصة في تركيب وتصنيع أفضل المصانع علي مستوي العالم
- في يناير 2013، سلمت دار التحرير أبو هشيمة درع الجمهورية تقديراً لدوره في خدمة الصناعة وكنموذج للعطاء والتفاني في خدمة مصر وذلك خلال ندوة بجريدة الجمهورية إنعقدت عقب تسليمه درع المؤسسة وتحدث أبو هشيمة خلال الندوة في عديد من الموضوعات منها حجم أعماله واسهاماته ونظرته الخاصة للمستقبل وتحليله للوضع الاقتصادي الحالي وكيفية الخروج الآمن من عنق الزجاجة وتعافي الاقتصاد المصري وكيف يمكن لرجال الأعمال في مصر أن يقوموا بدورهم في دفع عجلة الاقتصاد وخلق فرص عمل جديدة لسوق العمل المحلي[39]
- في يناير 2014، شهد مؤتمر «اليوم المصرى للمسئولية المجتمعية»، تكريم «شركة» حديد المصريين[40] وذلك لدورها الفعال في مجال الخدمة المجتمعية وما تنفذه الشركة من أعمال تساهم في تنمية المجتمع وترسخ مبدأ المسئولية الاجتماعية في القطاع الخاص، إستعرضت فاعليات التكريم جانب من الادوار التي قامت بها مجموعة حديد المصريين في مجال المسئولية الاجتماعية وخطتها المبنية على مكافحة الفقر والجهل والمرض، حيث نجحت حديد المصريين في توفير المياة النقية لألف منزل في قرية النزلة، التابعة لمركز يوسف الصديق – محافظة الفيوم بالتعاون مع مؤسسة عمار الأرض تلك القرية المسجلة بتقارير البنك الدولى بانها الأكثر فقراً وأكثر إصابة بمرض الفشل الكلوى بسبب تلوث المياه بها.

تكريم حديد المصريين كافضل مجموعة صناعية لعام 2014
في يناير 2014، حصلت مجموعة حديد المصريين التي يرأس مجلس إدارتها رجل الأعمال أحمد أبوهشيمة علي جائزة أفضل مجموعة صناعية في مجال مواد البناء وذلك طبقا للإستقصاء الذي أجرته عدة جهات متخصصة وعلي رأسها مركز بصيرة للابحاث وقامت بتنظيم فاعليات مؤتمر التكريم مجلة أموال الغد الاقتصادية، الجدير بالذكر أن مجموعة حديد المصريين تدير 4 مصانع لإنتاج حديد التسليح والبيلت وتمكنت في وقت قياسي من اتمام تشغيل مصنعيين احدهما ببورسعيد والاخر بالإسكندرية وجاري العمل في إنشاء مصنع ببني سويف وهو أول مصنع حديد تسليح بصعيد مصر والذي انتهي أكثر من 70 ٪ من أعمال الإنشاء وسيتم افتتاحه خلال هذا العام بالإضافة الي مصنع أخر في منطقة العين السخنة وتستهدف المجموعة الاستحواذ علي 20 ٪ من السوق باكتمال تشغل الطاقة الإنتاجية للاربع مصانع والجدير بالذكر ان حديد المصريين تفوقت في استيراد احدث أنواع تكنولوجيا صناعة الحديد والتي تساعد علي توفير الطاقة وتحقق اعلي معدل للحفاظ علي البيئة
- في يونيو 2014، كرمت منظمة روتارى رجل الأعمال أحمد أبو هشيمة رئيس مجلس إدارة حديد المصريين لمبادرة تنمية القرى الأكثر احتياجا بالصعيد،[42] والتي أطلقها بالتعاون مع جمعية الأورمان حيث تم توقيع بروتوكول بينهما بدعم العمل الخيرى والأهلى وإغاثة القرى الفقيرة والارتقاء بمستوى معيشة الأسر عن طريق تزويدها بمشروعات إنتاجية صغيرة تور لهم دخل ثابت
- في سبتمبر 2014، وجهت دار الإفتاء المصرية خطاب شكر رسمي لـ أبوهشيمة رئيس مجلس إدارة مجموعة حديد المصريين موقع من الاستاذ الدكتور/ شوقي إبراهيم علام مفتي جمهورية مصر العربية وجاء نصه كالتالي السادة: السادة مجموعة حديد المصريين نشكركم على مجهوداتكم القومية المبذولة من أجل خدمة الوطن ونخص بالشكر المهمة القومية الخاصة بسفر عدد أربعة م علماء ومشايخ دار الإفتاء المصرية لعدة دول أفريقية من أجل نشر تعاليم الإسلام الوسطي والمقرر سفرهم في الفترة من 7 سبتمبر حتى 19 سبتمبر 2014 بالدول الأفريقية «نيجيريا- كوتت ديفوار- السنغال» وذلك بالتنسيق مع وزارة الخارجية المصرية والسفارات المصرية بهذه الدول[43]
- في ديسمبر 2014، حصلت مجموعة حديد المصريين على جائزة اتحاد الصناعات المصرية في الأعمال الرائدة لتحقيق التنمية المستدامة وقام الدكتور خالد فهمى وزير البيئة بتسليم الجائزة لرجل الأعمال أحمد أبوهشيمة خلال الحفل الذي نظمة مكتب الالتزام البيئى والتنمية المستدامة باتحاد الصناعات المصرية وذكر المهندس شريف الجبلى رئيس غرفة الصناعات البيئية ورئيس مكتب الالتزام البيئى أن مسابقة «أعمال رائدة.. لتحقيق التنمية المستدامة» تقدم لها 170 شركة من الشركات الكبيرة والمتوسطة والصغيرة للمنافسة على قصص النجاح في مجال المسئولية المجتمعية وتعزيز الوعى بالتنمية المستدامة[44] وفازت مجموعة حديد المصريين ضمن المنشات الصناعية الكبرى التي تفوقت في الالتزام بالمعايير البيئية فقد اسخدمت تكنولوجيا متقدمه في مصانعها «صديقة للبيئة»[45]
- في أبريل 2015، كرمت جامعة الفيوم أبوهشيمة وسلمته درع الجامعة بعد أختياره من أفضل المديرين التنفيذيين في القارة الإفريقية وقام الدكتور خالد حمزة رئيس الجامعة باستقبال ابوهشيمة بمكتبه وتناقش الطرفيين حول أهم القضايا التي تربط بين الجامعات والمؤسسات الاقتصادية والصناعية وعلى رأسها أهمية البحث العلمى والتعليم أهمية تجهيز المعامل الملحقة بالكليات العملية ككلية الهندسة والحاسبات والمعلومات ومدى أهمية هذه المعامل في تطوير عقلية الطلاب وذكر رئيس الجامعة تجربة الجامعات الألمانية الملحق بها نماذج مصغرة لمصانع ودورها في تخريج شباب مبتكر وفعال لدرجة عالية في مجاله، وتم عمل جولة تفقدية بالمعامل الملحقة بالجامعة وأنتهى برنامج الزيارة بعقد ندوة مفتوحة مع طلاب الجامعة[46]
- في 17 مايو 2015، منحت Entrepreneur Middle East لرواد الأعمال، «جائزة الريادة في مسئولية الأعمال والمصلحة العامة» لرجل الأعمال أحمد أبوهشيمة وذلك خلال حفل أقامته BNC للنشر بعاصمة المملكة العربية السعودية – الرياض حضره سمو الأمير خالد بن الوليد بن طلال[47] وقام الدكتور محمد الكثيرى الأمين العام للغرف التجارية بتسليم الجوائز وكان أبوهشيمة المصرى الوحيد بين رجال الأعمال المكرمين، وذكر وسام يونان المدير العام لشركة BNC أن أبو هشيمة قاد مجموعة من المبادرات الهامة في مصر لدعم الشباب المصرى، ووفر المئات من فرص العمل من خلال مشاريعه الصناعية وهو واحد من الذين يقومون بدعم مبادرات الشباب ورواد الأعمال الجدد[48]

حديد المصريين تحصل على جائزة أفضل شركة صاعدة
في 21 مايو 2015، تسلم أبوهشيمة جائزة أفضل شركة صاعدة في العالم من مؤسسة Platts Global Metals Awards الأمريكية وذلك لما حققته حديد المصريين في مجال صناعة الحديد خلال السنوات القليلة الماضية بمصر وإستطاعت خلال وقت محدود اختراق هذا المجال الصعب وتحقيق نجاحات ملموسة رغم الظروف العصيبة والأجواء المرتبكة التي مرت بها مصر ورغم ذلك أصرت المجموعة على البقاء والإستمرار في إنشاء مصانعها وإستكمال إستثماراتها وأصبح لها مكانة مميزة، وتم تسليم الجوائز في حفل كبير أقيم بالعاصمة البريطانية لندن حضره مجموعة من كبار صناع المعادن بالعالم تم إعلان أسماء المؤسسات الفائزة وتم تسليم رجل الأعمال أحمد أبوهشيمة جائزة «أفضل شركة صاعدة» لحديد المصريين بعد منافسة جرت بينها وبين عدة شركات عالمية.
الجدير بالذكر أن مؤسسة Platts الأمريكية هي مؤسسة دولية رائدة في مجال المعلومات وإعداد دراسات الجدوى للطاقة والبتروكيماويات والمعادن والزراعة وأكبر المؤسسات المتخصصة في مقاييس الأسعار المتعلقة بهذه الأسواق وتم تأسيسها بالولايات المتحدة الأمريكية عام 1909.
وبالنسبة لجائزة «أفضل شركة صاعدة» فهى جائزة يتم منحها لإحدى الشركات المتخصصة في صناعة المعادن والتي لم يتجاوز عمرها بالسوق أكثر من 10 سنوات وتتمكن في وقت محدود من تحقيق نجاح رغم وجود تحديدات وهو ما إنطبق على مجموعة حديد المصريين وقد تقدم للحصول عليها عشرات الشركات إلا أن لجنة التحكيم قامت بترشيح ثلاثة فقط منهم وفي التصفيات النهائية رأت اللجنة أن مجموعة حديد المصريين هي الأجدر بهذه الجائزة.
حديد المصريين ضمن قائمة الاقوى 60 شركة بالوطن العربى
في أغسطس 2015، أعلنت مجلة Conctruction Business News عن قائمة أفوى وأهم شركات ومدراء تنفذيين في الوطن العربي في قطاعي مواد البناء، وضمت القائمة هذا العام 60 شركة كانت مجموعة حديد المصريين ورئيس مجلس إدارتها رجل الأعمال أحمد أبوهشيمة الوحيدة التي تم اختيارها من مصر وفي المرتبة ال 15 ومن أبرز الشركات الأخرى شركة سعود بن لادن جروب من السعودية ورئيس مجلس ادارتها رجل الأعمال السعودى بكر بن لادن وشركة إعمار ورئيس مجلس إدارتها رجل الأعمال الاماراتى ماجد الفطيم وكذلك شركة الفطيم والتي يرأس مجلس إدارتها ديريك لويس.
- في سبتمبر 2015، أعلنت مجلة "European CEO" الاقتصادية عن حصول أبوهشيمة على جائزة أفضل رئيس تنفيذى على مستوى العالم في مجال صناعة الحديد.[49] وذكرت المجلة في تقريرها، أن فوز أبو هشيمة بالجائزة جاء طبقاً لاختيار لجنة من الخبراء الاقتصاديين ومعايير تخص المنتج ونظام تشغيله، الاستراتيجية التي ينتهجها الرئيس التنفيذى، الابتكار في الإدارة والرؤية العملية الواضحة، أداء المرشح بما في ذلك الاستدامة واستراتيجيات النمو، هياكل حوكمة الشركات وإدارة الموارد وشئون الموظفين. بالإضافة إلى التصويت الذي تجرية المجلة التي تعتبرمن أبرز المطبوعات الاقتصادية بأوروبا، وتهدف European CEO Awards إلى تشجيع المستثمرين والمجتمع المدنى والحكومات وأصحاب الامتيازات في مشاريع البنية التحتية والشركات المسجلة في لائحة Fortune 500 Companies لتبادل الاستثمارات وخلق فرص استثمارية حول العالم. كما أنها تلقى الضوء على أهم الشخصيات في مجالات الأعمال المختلفة وإسهاماتها ودورها المتميز. ويعد أبوهشيمة أول رجل أعمال مصرى يتم اختياره لهذه الجائزة لما رأته لجنة تحكيم الجائزة من انطباق المعايير الموضوعة وتميزه في إدارة مجموعة حديد المصريين التي أصبحت في وقت محدود مثال لتجربة ناجحة وبارزة في مصر والوطن العربى.

## وصلات خارجية
1. موقع مجموعة حديد المصريين
2. موقع الصلب العربي
3. موقع منتجي الصلب في الشرق الأوسط
4. موقع اتحاد الحديد والصلب العالمي